# Савич Семен (полковник канівський)
Савич Семен (роки народження і смерті невідомі) — полковник Канівського полку. Був реєстровим козаком.

## Життєпис
На початку національно-визвольної війни українського народу під проводом Богдана Хмельницького 1648-57 років став канівським полковником. Брав участь у битвах і походах української армії проти Польщі. У 1651 році здійснював керівництво охороною тилу і проведення мобілізації до козацького війська. Виконував важливі дипломатичні доручення гетьмана Богдана Хмельницького.
У серпні-листопаді 1651 року разом з полковниками Лук'яном Мозирею та Іваном Золотаренком їздив до Москви для ведення переговорів про можливість укладення українсько-московського союзного договору.
У квітні 1654 року на чолі гетьманського посольства перебував у Бахчисараї. Намагався переконати хана Іслам-Гірея III, незважаючи на укладення гетьманом Переяславської угоди 1654 з московським царем Олексієм Михайловичем, продовжувати спільну боротьбу проти Речі Посполитої.